# Vuchetich Mátyás
Vuchetich Mátyás László, Matija Ladislav Vučetić (Brinje, 1767 – Pest, 1824. szeptember 22.) jogi doktor, egyetemi tanár. 

## Élete
Brinyén (a károlyvárosi tábornokság ogulini határőrvidékén) született nemes családból, ahol édesapja (aki később, mint lovas kapitány, a török háború alatt elesett) hadi szolgálatban állomásozott. Gimnáziumi tanulmányait királyi ösztöndíjjal Vácon végezte, a bölcseletet a nagyszombati királyi akadémiában, a jogot ezen főiskolának 1784-ben Pozsonyba történt áthelyezése után ott és a bécsi egyetemen hallgatta. Ezek után a pesti egyetemnél a kiszabott szigorlatok (1790. március 13., május 7., 29.) után 1790. augusztus 1-jén jogi doktorrá avatták. 1791. szeptember 9-én a természeti magán- és közjog kassai tanszékére pályázván, még ugyanazon évben oda rendes tanárnak kinevezték. 
Tanítási és irodalmi foglalkozásán kívül a jezsuiták ideje óta rendetlen könyvtárt rendbe szedte. 1808-ban a pesti egyetemhez a római polgári, a fenyítő és hűbérjog rendes tanárává nevezték ki. 1811-ben és 1812-ben törvénykari dékánná; 1820-ban az egyetem rektorává választották, Békés és Torontál megyék főispánjai pedig megyei táblabíróvá nevezték ki. 1817-ben a törvénytudományi kar alidősbje lett; ezen kar igazgatói hivatalát több évig ideiglenesen viselte. Tanítványai arcképét rézre metszették.

## Művei
- Dissertatio inaug. iuridica de culpa a mandatario praestanda... Pestini, 1790
- De origine civitatis. Cassoviae, 1802
- Conspectus legum criminalium apud hungaros ab exordio regnicorum in Pannonia usque ad hodiernum diem conditarum. Cassoviae, 1805
- Oratio funebris qua Paula Hajnik III. idus Decembris a. 1809. defuncto parentavit. Pestini in aedibus universitatis idibus Decembris 1810. Budae, 1811 (ism. Annalen der Literatur. Wien, III. 316. l.)
- Positiones ex jure civili romano et jure criminali, quas in regia scient. universitate Pestinensi publice propugnandas suscepit Ant. Blarazin a. 1814. ex praelectionibus M. V. Pestini
- Institutiones juris criminalis Hungarici, in usum academiarum regni Hungariae. Budae, 1819
- Elementa juris feudalis. Budae, 1824

### Magyarul
- A magyar büntetőjog rendszere, 1-2.; ford. Király Tibor; Magyar Közlöny, 2007–2010 (A magyar jogtudomány klasszikusai)
  - 1. Elméleti büntetőjog Magyarország felsőiskoláinak használatára; 2010
  - 2. Gyakorlati büntetőjog Magyarország felsőiskoláinak használatára; 2007